# Lucy Aber Okumu
Lucy Aber Okumu (* 9. Dezember 1988) ist eine ugandische Speerwerferin.

## Sportliche Laufbahn
Erste internationale Erfahrungen sammelte Lucy Aber Okumu bei der Sommer-Universiade 2007 in Bangkok, bei denen sie mit 45,84 m in der Qualifikation ausschied, wie auch bei der Universiade 2009 in Belgrad mit 46,37 m. 2010 belegte sie bei den Afrikameisterschaften in Nairobi mit 46,51 m den achten Platz und 2014 wurde sie bei den Afrikameisterschaften in Marrakesch mit 45,50 m Fünfte. Im Jahr darauf nahm sie erstmals an den Afrikaspielen in Brazzaville teil und erreichte dort mit einer Weite von 50,52 m Rang vier. Bei den Afrikameisterschaften 2016 in Durban wurde sie mit 51,54 m Fünfte und 2018 bei den Afrikameisterschaften in Asaba mit einem Wurf auf 49,39 m Sechste. 2019 nahm sie erneut an den Afrikaspielen in Rabat teil und belegte dort mit einer Weite von 46,68 m den neunten Platz.